# Soler Desposada
Soler Desposada és una masia situada al municipi de Llobera, a la comarca catalana del Solsonès.